# VC Tirol
VC Tirol est un club autrichien de volley-ball fondé en 1997 et basé à Innsbruck, évoluant pour la saison 2019-2020 en 1. Bundesliga Damen.

## Palmarès
- Championnat d'Autriche
  - Finaliste : 2016[1]

## Effectifs

### Saison 2019-2020
| No                                          | Nom                                         | Date de naissance                           | Taille                         | Poids                          | Poste                          |
| ------------------------------------------- | ------------------------------------------- | ------------------------------------------- | ------------------------------ | ------------------------------ | ------------------------------ |
| 1                                           | Julia Triendl                               | 26 novembre 2000                            | 172                            | 58                             | Passeuse                       |
| 3                                           | Anna-Lisa Nosko                             | 5 septembre 1998                            | 162                            | 50                             | Libero                         |
| 4                                           | Weeda-Chiara Krassnig                       | 24 novembre 1998                            | 175                            | 56                             | Passeuse                       |
| 5                                           | Caroline Lemay                              | 1er janvier 1996                            | 178                            |                                | Réceptionneuse-attaquante      |
| 8                                           | Nadia Brindlinger                           | 19 août 2000                                | 175                            | 76                             | Centrale                       |
| 10                                          | Maja Lasić                                  | 28 décembre 1999                            | 181                            |                                | Centrale                       |
| 11                                          | Sabrina Zigler                              | 27 mai 2003                                 | 174                            |                                | Réceptionneuse-attaquante      |
| 12                                          | Viktoria Goger                              | 18 décembre 2000                            | 177                            | 72                             | Réceptionneuse-attaquante      |
| 14                                          | Ingrid Hanson-Tuntland                      | 26 mai 1987                                 | 183                            | 88                             | Centrale                       |
| 15                                          | Sara Esteban Calvo                          | 11 février 1993                             | 186                            | 76                             | Réceptionneuse-attaquante      |
| 16                                          | Eva Stabentheiner                           | 20 juin 1999                                | 170                            | 62                             | Réceptionneuse-attaquante      |
|                                             |                                             |                                             |                                |                                |                                |
| Encadrement technique                       | Encadrement technique                       |                                             | Légende                        | Légende                        | Légende                        |
| Entraîneur : Facundo Morando                | Entraîneur : Facundo Morando                | Entraîneur : Facundo Morando                | : Capitaine                    | : Capitaine                    | : Capitaine                    |
| Entraîneur(s) adjoint(s) : Therese Achammer | Entraîneur(s) adjoint(s) : Therese Achammer | Entraîneur(s) adjoint(s) : Therese Achammer | : Joueuse blessée actuellement | : Joueuse blessée actuellement | : Joueuse blessée actuellement |